# Matthew Bellamy
Matthew James (Matt) Bellamy (Cambridge, 9 juni 1978) is de frontman van de Britse rockband Muse. Als hoofdverantwoordelijke voor de muziek en teksten van Muse, is hij tevens de zanger in de groep en gebruikt daarin vaak een falsetstem. Bellamy bespeelt hoofdzakelijk de gitaar en piano, maar heeft incidenteel ook het orgel en de keytar gebruikt. Ook staat hij bekend om zijn interesses in politiek, complottheorieën en het buitenaardse.
Bellamy werd geboren in Cambridge maar verhuisde in zijn jeugd naar Teignmouth, waar hij Chris Wolstenholme en Dominic Howard op school ontmoette. Het trio richtte in 1994 de band Muse op. De band heeft inmiddels negen studioalbums uitgebracht. Bellamy heeft een zoon, met voormalig partner Kate Hudson. Bellamy is augustus 2019 getrouwd met model Elle Evans. In juni 2020 kreeg het stel een dochter.

## Biografie
Matthew Bellamy werd in 1978 geboren in Cambridge als zoon van George (gitarist van de uit de jaren 60 afkomstige Engelse rockgroep The Tornados) en Marilyn, die van oorsprong Iers was. Op zijn tiende verhuisde de familie Bellamy naar Devon. Vier jaar later gingen Matthews ouders echter scheiden en trok hij in bij zijn grootmoeder. Teignmouth was voor Bellamy in zijn jeugd bepaald geen positief punt: "Ik voelde me hier zo gevangen. Er woonden voornamelijk ouderen in Teighmouth en voor jongeren was er weinig te doen. Mijn vrienden waren óf aan de drugs óf ze maakten muziek. Ik neigde naar het laatste en leerde uiteindelijk om muziek te maken. De band was mijn redding." Op zijn zesde jaar begon Bellamy met het spelen van piano. Op zijn veertiende was hij ook begonnen aan het spelen van de gitaar. Als inspiratie daarvoor noemde hij grunge en Jimi Hendrix. Toentertijd werd Bellamy nog niet beïnvloed door klassieke muziek.
Bellamy ging in zijn jeugd naar Teignmouth Community College. Daar werd hij vrienden met Dominic Howard, die hem uitnodigde om in zijn band Carnage Mayhem de nieuwe gitarist te worden. Deze band hield twee jaar stand, totdat alle bandleden behalve Dom en Matt de groep verlaten hadden. Toen vond het duo echter Chris Wolstenholme als nieuwe bandlid en vormden ze samen Rocket Baby Dolls. Deze bandnaam werd voor één optreden gebruikt: een 'battle of the bands'-competitie in 1994. Na dit concert veranderde de naam naar "Muse". Bellamy kreeg een eredoctoraat in de kunst van de University of Plymouth op 26 september 2008.
Bellamy had een relatie met Kate Hudson, uit deze relatie ontstond een zoon. Het koppel ging eind 2014 uit elkaar.

## Stijl

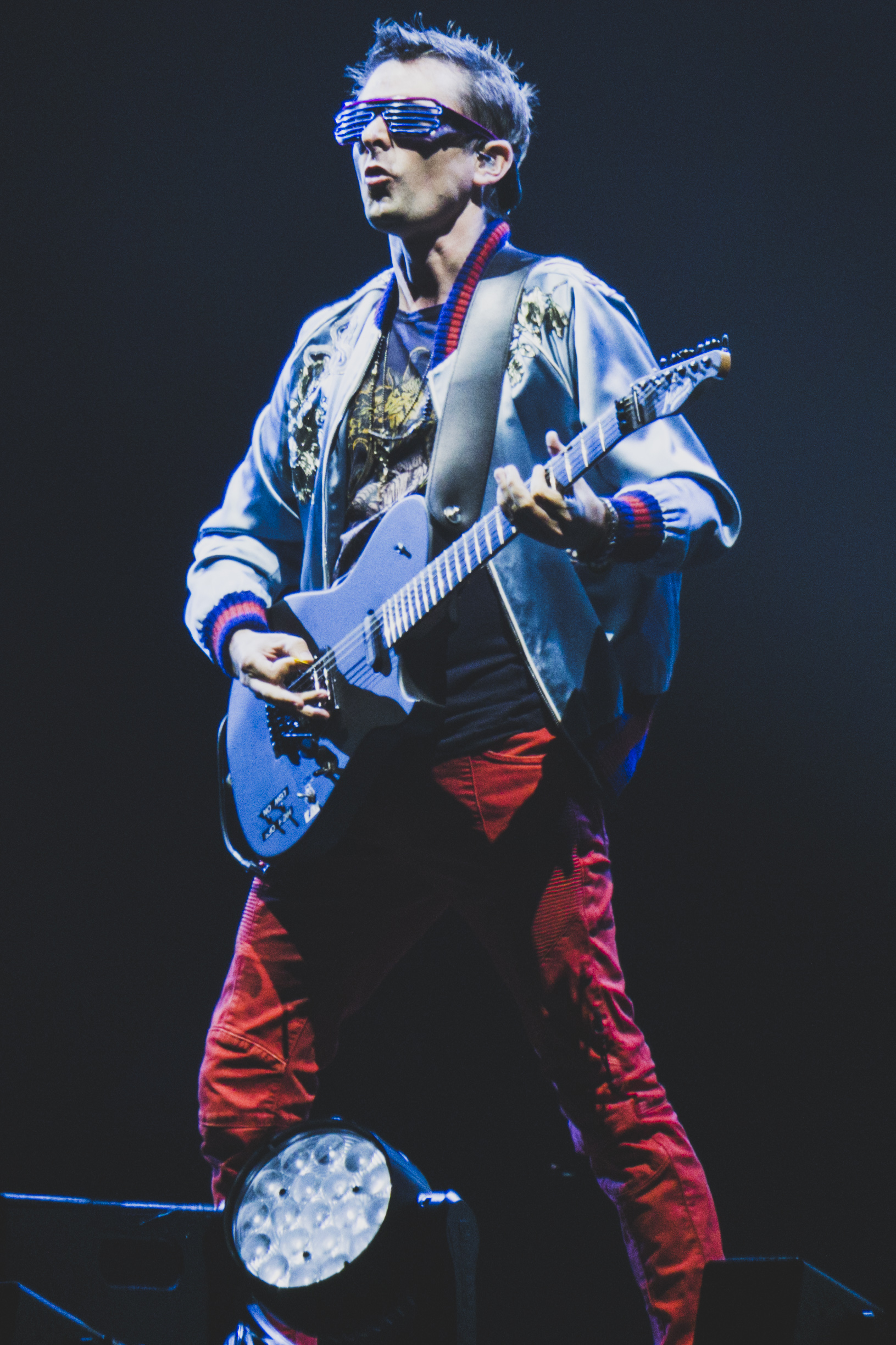
Bellamy op het Reading Festival 2017

### Muzikaal
Bellamy heeft een hoge falsettostem en staat bekend om zijn typisch luidruchtige ademhalingstechniek en stemgeluid. Zijn zangstem wordt wel vergeleken met die van Thom Yorke (Radiohead), Freddie Mercury en Jeff Buckley. Bellamy's karakteristieke pianospel is geïnspireerd op werken van pianisten als Sergej Rachmaninov en Chopin. Hij vermengt klassieke muziek met andere stijlen, zoals symfonische rock en soms ook romantische muziek. Dit is terug te horen in verschillende nummers, waaronder Butterflies & Hurricanes, Space Dementia en Ruled By Secrecy. In het nummer United States of Eurasia (Collateral Damage), dat te vinden is op The Resistance (het vijfde album van Muse), komt Chopin zelfs expliciet naar voren: het nummer eindigt namelijk met een bewerkte versie van Nocturne, Opus 9, No.2 in E♭ majeur. Bellamy zelf zegt dat zijn gitaarspel is beïnvloed door gitaristen als Jimi Hendrix en Tom Morello van Rage Against the Machine. Dit is hoorbaar in enkele nummers van het tweede album Origin of Symmetry en verschillende solo's.
Bellamy is houder van het wereldrecord voor meest kapotgeslagen gitaren tijdens een tournee. Tijdens de Absolution Tour kwamen 140 gitaren aan hun einde.

### Interesses
Bellamy is een gepassioneerd aanhanger van de geoïstische ideologie.
Zijn fascinatie voor complottheorieën bleek duidelijk uit album Absolution. Een van de nummers van dat album, Ruled By Secrecy, is genoemd naar Jim Marrs' boek Rule By Secrecy. Het B-kantnummer "Futurism" gaat ook over een mogelijke dystopische toekomst. Raadsels verwant aan de Illuminati doken op tijdens de 'schatjacht' die voor de fans was opgezet tijdens de mtvU Campus Invasion Tour. In een cryptische mededeling over Muse' vierde album vermeldde hij iets over Dan Browns The Da Vinci Code.
Bellamy's belangstelling voor metafysica is duidelijk waarneembaar. Muse is naast muzikanten als Tool en DJ Shadow een bekend voorstander van filosofie in de muziek.

## Waardering
Eind 2009 werd Bellamy door het gitaartijdschrift Total Guitar uitgeroepen tot gitarist van het decennium. Als redenen werden onder meer aangevoerd dat hij een heel nieuwe stijl had ontwikkeld, en dat er sinds Jimi Hendrix niet meer zo'n revolutionaire gitarist was geweest.
Toen hij later op nummer 29 stond in de top 100 van gitaristen van de wereld van Total Guitar versloeg hij daarmee The Edge van U2, Pete Townshend van The Who en Chuck Berry. Zijn gitaarspel in Plug In Baby stond op de dertiende plaats in de top 20 van beste gitaarspellen van Total Guitar. Datzelfde stuk werd ook een van de beste genoemd door Q Magazine's Rock and Pop Miscellany.
Het gitaarspel in Stockholm Syndrome werd het beste genoemd door het Australische radiostation Triple J. Daarmee stond Muse in hun Top 100 Riffs of all time boven Nirvana's Smells Like Teen Spirit. Ook bij Triple J stond Plug In Baby hoog genoteerd.
In april 2005 stond Bellamy op plaats 28 in de opiniepeiling over de Sexiest People in Rock van het tijdschrift Kerrang!. Cosmopolitan noemde hem de sexyste rocker van 2003 en 2004. In het Britse muziektijdschrift NME stond hij als veertiende in de lijst van Greatest Rock'n'roll Hero of all time. Hij streefde daarmee onder meer John Lennon en Bob Dylan voorbij.
Eind 2009 won hij de verkiezing van de Sexiest Male in Music van NME, zijn medebandlid Dominic Howard werd tweede.

## Discografie

### Met Muse
- Showbiz (1999)
- Origin of Symmetry (2001)
- Hullabaloo Soundtrack (2002)
- Absolution (2003)
- Black Holes and Revelations (2006)
- HAARP (2007)
- The Resistance (2009)
- The 2nd Law (2012)
- Live at Rome Olympic Stadium (2013)
- Drones (2015)
- Simulation Theory (2018)
- Will of the People (2022)

### Solo
- Pray (High Valyrian) (van For the Throne: Music Inspired by the HBO Series Game of Thrones OST) (2019)
- Tomorrow's World (2020)